# آش جوش پره

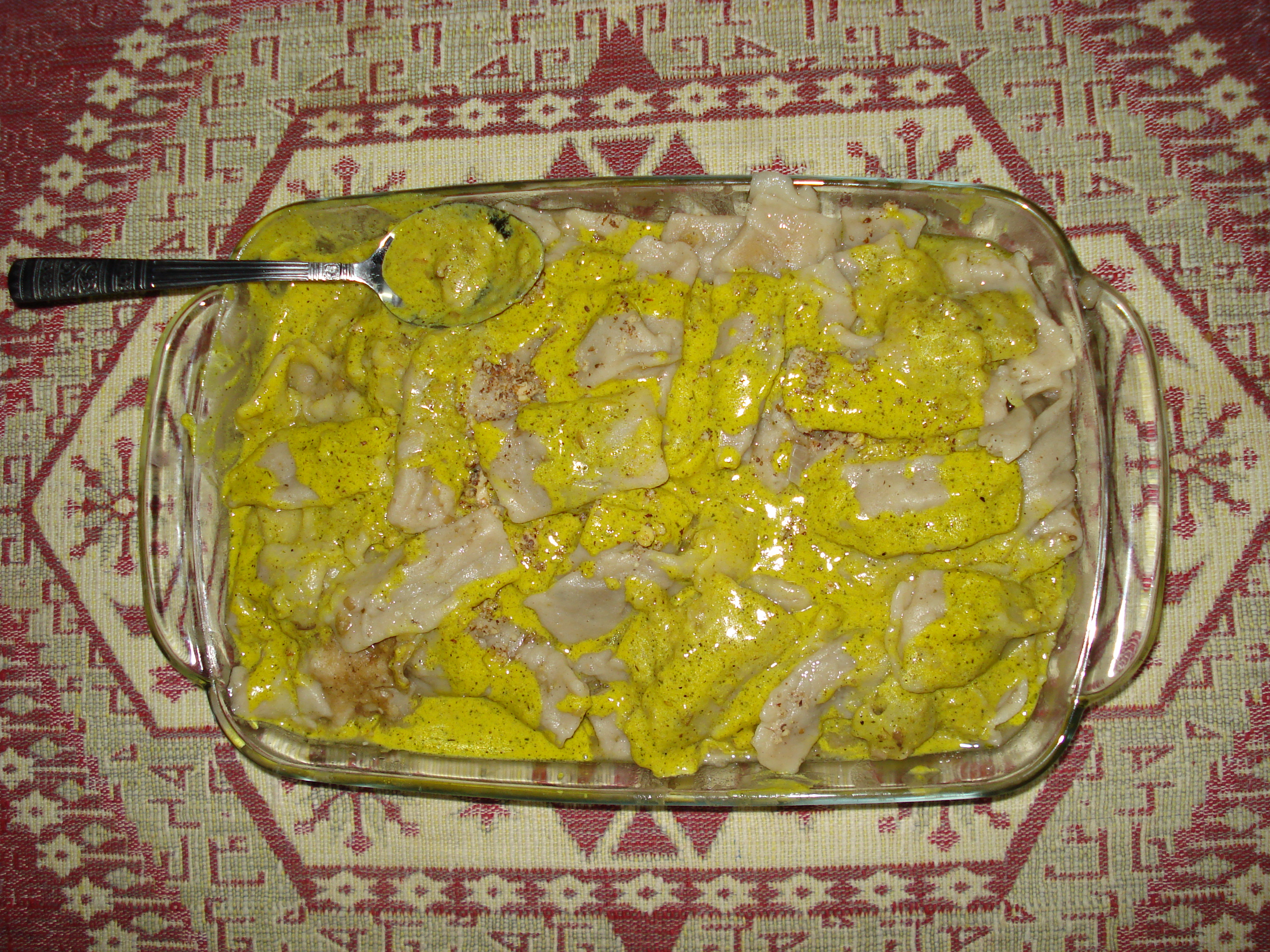
آش جوش پره

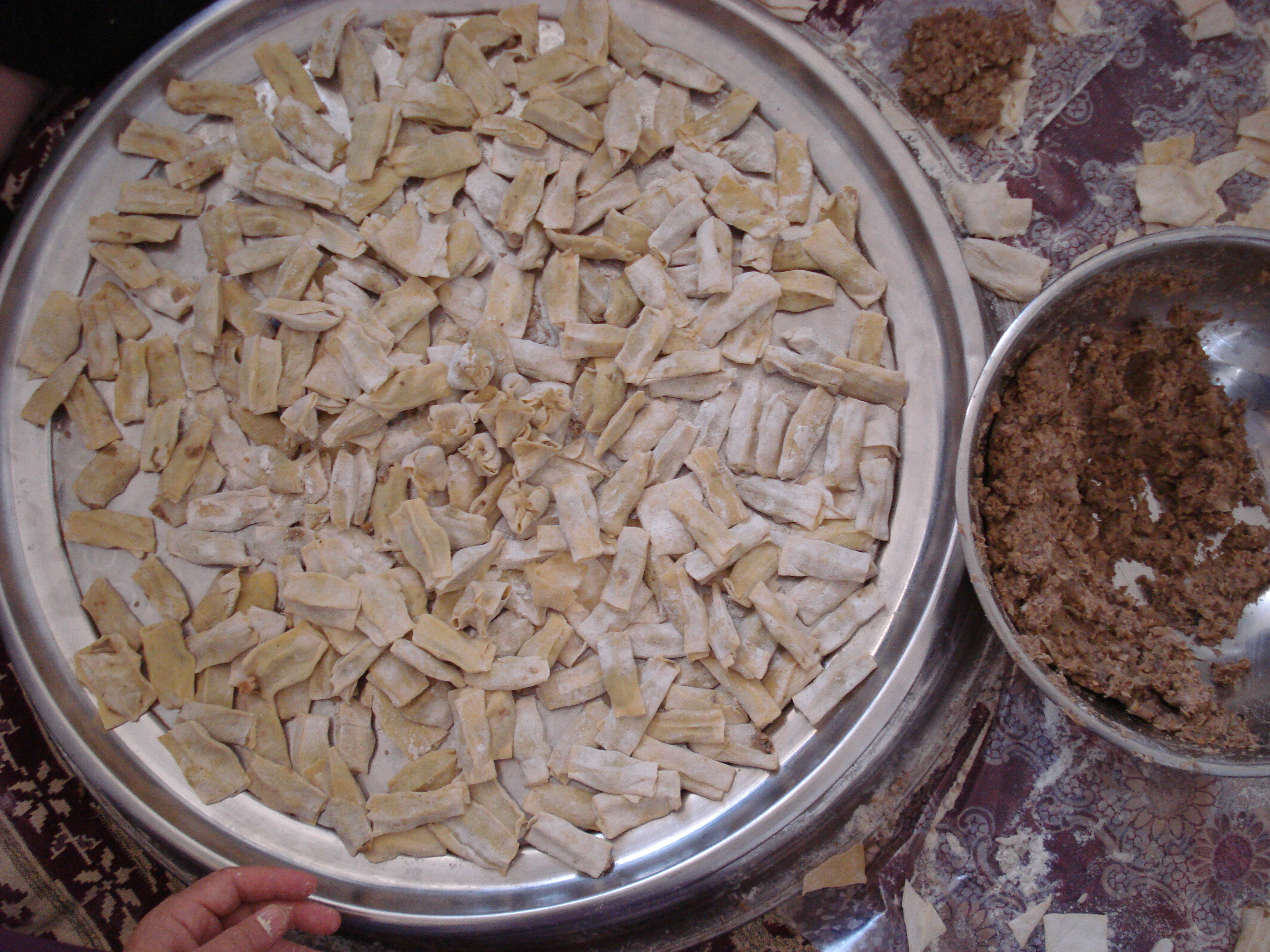
سمبوسه یا جوش پره برای تهیه آش

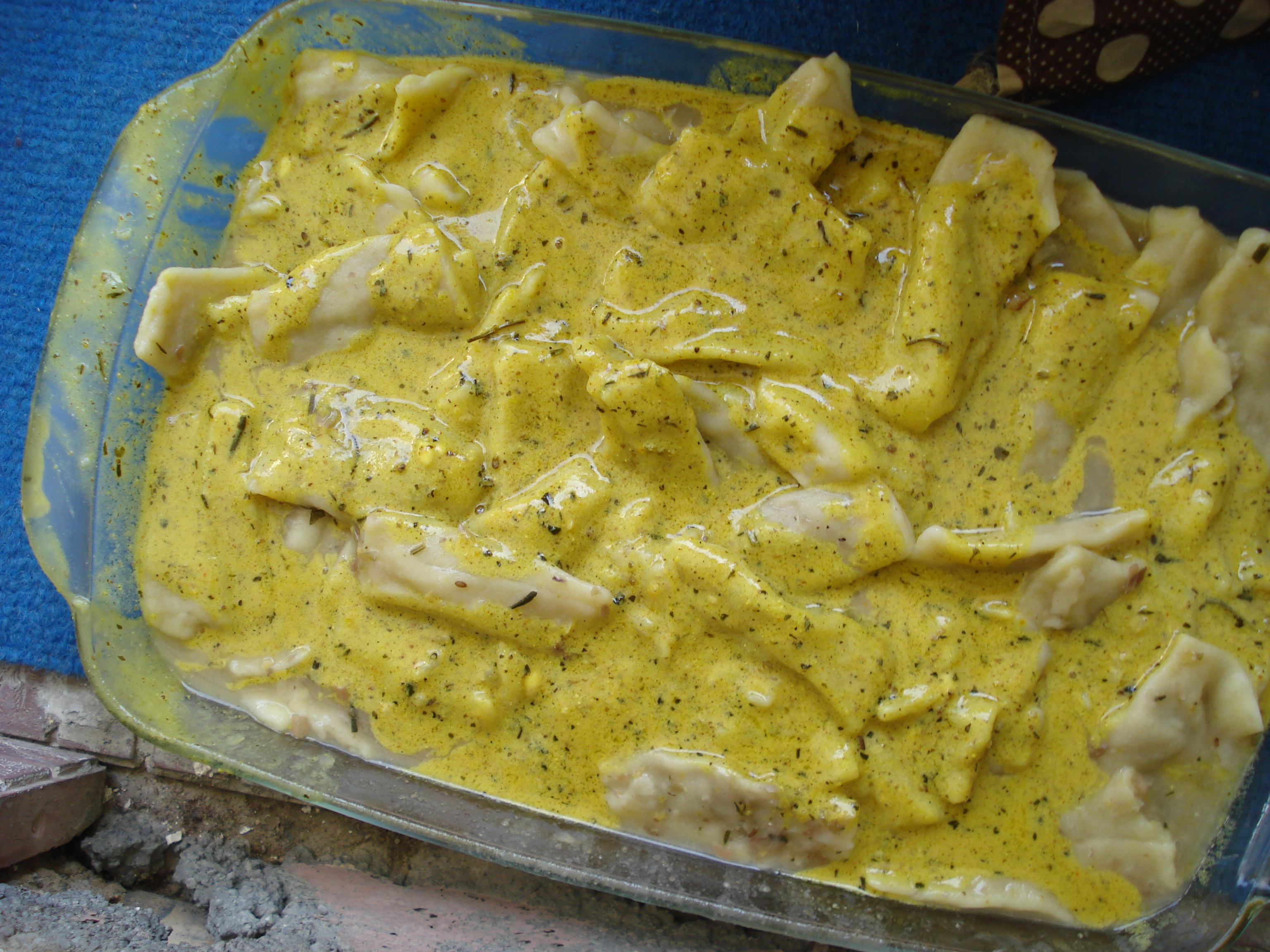
آش جوش پره

آش جوش‌پره یا جوش‌بره یا جوشواره آشی است که در خراسان و به‌ویژه در شهرهای گناباد، فردوس، سبزوار، قائن تهیه می‌شود. بیهقی در کتابش تاریخ بیهقی از این غذا نام برده‌است. این آش بعلت فرایند طبخ زمان بر و دشواریهایش، امروزه بیشتر در مراسمات گروهی و جمع‌های خانوادگی رواج دارد و خانه‌های بومگردی نیز در خراسان آن را ارایه می‌کنند. این آش در در دی ۱۳۹۹ در فهرست آثار معنوی ایران به ثبت رسید.

## روش درست کردن
خمیر را پهن کرده و به صورت برگ (ورق) درمی‌آورند و میانش را با پیاز خوردشده و عدس و نخود پخته‌شده و له‌شده و ادویه پر می‌کنند. اخیراً بخاطر غنی‌سازی، گوشت و گردو نیز اضافه می‌کنند و برگ خمیر را روی همدیگر به صورت مثلث یا مستطیل تا می‌زنند و محکم بر روی هم فشار می‌دهند تا باز نشود. عدس و نخود باید از قبل پخته شده باشد و بعد آن را با سایر ادویه‌جات و سبزی‌ها مخلوط کرده و داخل ورق‌های خمیر بگذارند. سپس آن را در داخل آب جوش می‌گذارند تا پخته شود. در پایان بعد از جوش افتادن آش مقداری کشک سابیده نیز به آن اضافه می‌کنند.
شباهت زیادی به سمبوسه دارد که پس از آماده کردن و گذاشتن مواد (کوبیده نخود-پیاز- سبزیجات) و با تا کردن لایه‌های خمیر روی همدیگر و فشردن، آن را در آب جوش می‌انداختند و آشی درست می‌شد که به آن آش جوش پره می‌گفتند اما امروزه به جای پختن سمبوسه (جوش پره) در آب بعضی خانواده‌ها آن را در روغن سرخ می‌کنند و این شیوه امروزه در بیشتر نقاط جهان رایج است.
غذای چینی جیائوزی و در ژاپن گیوزا بسیار شبیه آش جوشپره است. تفاوت عمده در مواد است که در ژاپنی و چینی گاهی گوشت هم اضافه می‌کنند.